# Gouverneur de Californie
Le gouverneur de Californie (en anglais : Governor of California) est le chef de la branche exécutive du gouvernement de l'État américain de Californie, dont les responsabilités incluent le fait de faire un discours sur l'« état de l'État » devant la législature d'État de la Californie, soumettre le budget, et assurer l'exécution des lois de l'État. Le poste est créé en 1849 pour le « territoire », avant que la Californie ne devienne un État des États-Unis.
Depuis le 7 janvier 2019, la fonction est exercée par le démocrate Gavin Newsom, élu le 6 novembre 2018.

## Histoire
En 1875, Romualdo Pacheco devient le premier Latino-Américain à occuper un poste de gouverneur d'État dans le pays, ainsi que le seul à avoir occupé ce poste en Californie. Il est également le premier gouverneur à être né en Californie.

## Pouvoirs du gouverneur
Parmi les attributions du gouverneur se trouvent :
- le budget : le gouverneur a la responsabilité de préparer et soumettre à la législature un budget annuel final contenant la plupart des revenus et des dépenses anticipées de l'État. Pour être approuvé, il faut atteindre les deux tiers des voix de la législature.
- le veto : le gouverneur peut utiliser son droit de veto sur un acte dans les douze jours suivant sa réception par la législature d'État de la Californie. La législature peut alors outrepasser le veto par un vote à la majorité des deux tiers à l'Assemblée et au Sénat. Le gouverneur peut exercer un veto sélectif c'est-à-dire qu'il ne rejette qu'un élément d'un acte, sans pour autant le rejeter dans sa totalité.
- la possibilité de recommander une législation : le gouverneur ne peut pas introduire formellement de législation, cependant certaines propositions de mise en place d'une législation émanent du bureau de gouverneur. L'influence politique du gouverneur dicte la probabilité de succès ou d'échec de l'agenda du gouverneur.
- la possibilité d'organiser des sessions spéciales : le gouverneur peut demander la réunion de la législature dans des circonstances extraordinaires pour qu'elle discute des seuls sujets spécifiés par la proclamation du gouverneur. En pratique, ce pouvoir est fréquemment utilisé, souvent de concert avec les sessions habituelles. Le but est de forcer la législature à traiter le programme législatif du gouverneur.
- la désignation des officiers de l'État : bien que plusieurs des postes de l'exécutif soient, en Californie, directement élus, le gouverneur nomme la plupart des officiers administratifs de plusieurs départements qui gouvernent la Californie.
- les pouvoirs en tant que leader politique : le gouverneur, en vertu de ses fonctions, devient le chef de facto de son parti. De plus, du fait de la taille de la Californie, le gouverneur est souvent considéré comme un candidat potentiel aux présidentielles.
- la fonction de commandant en chef de la milice d'État : le gouverneur peut activer la réserve militaire de l'État de Californie lorsqu'il le souhaite pour soutenir l'application locale de la loi. Bien que cela puisse être fait à la discrétion des gouverneurs, cela est souvent fait à la suite d'une requête d'un officiel local. La Garde nationale de Californie peut aussi être appelée bien que cela soit soumis à l'approbation du président des États-Unis.
- la grâce de l'exécutif : en dehors des condamnations pendant l'impeachment, le gouverneur peut accorder des pardons, des sursis et des commutations de peines aux individus reconnus coupables de n'importe quel crime.
- l'éducation supérieure : le gouverneur est membre à temps plein et dispose du pouvoir de vote parmi les régents de l'université de Californie, le système de direction de l'université de Californie. Une majorité des membres régents de l'université de Californie sont désignés par le gouverneur. De même, le gouverneur possède ces mêmes droits auprès de la Board of Trustees de l'université d'État de Californie, et il désigne la majorité de ses membres. Il désigne aussi tous les membres du Board of Governors du California Community College System.

## Élection et mandat du gouverneur

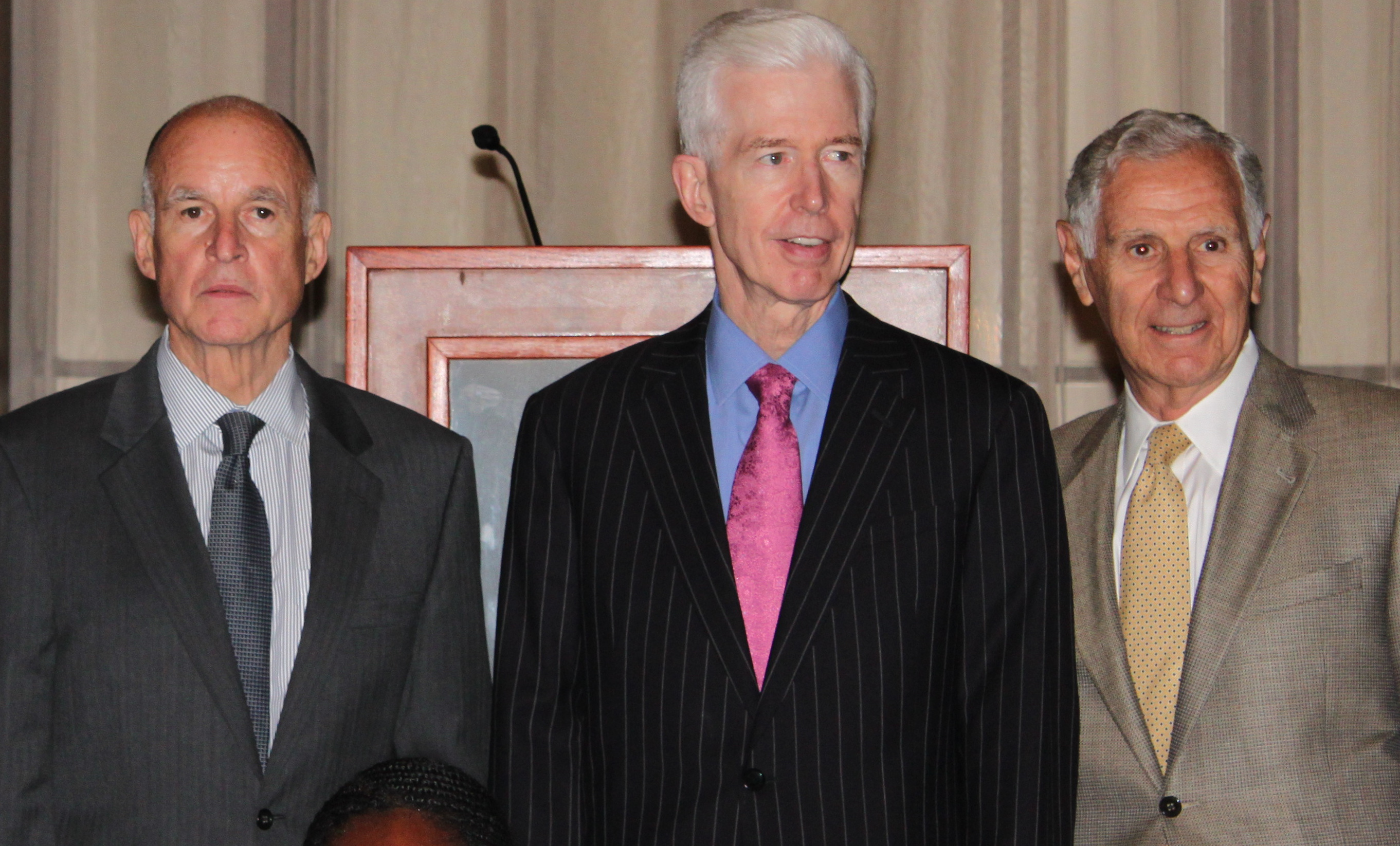
Jerry Brown (gauche), Gray Davis (centre) et George Deukmejian (droite), en 2010.

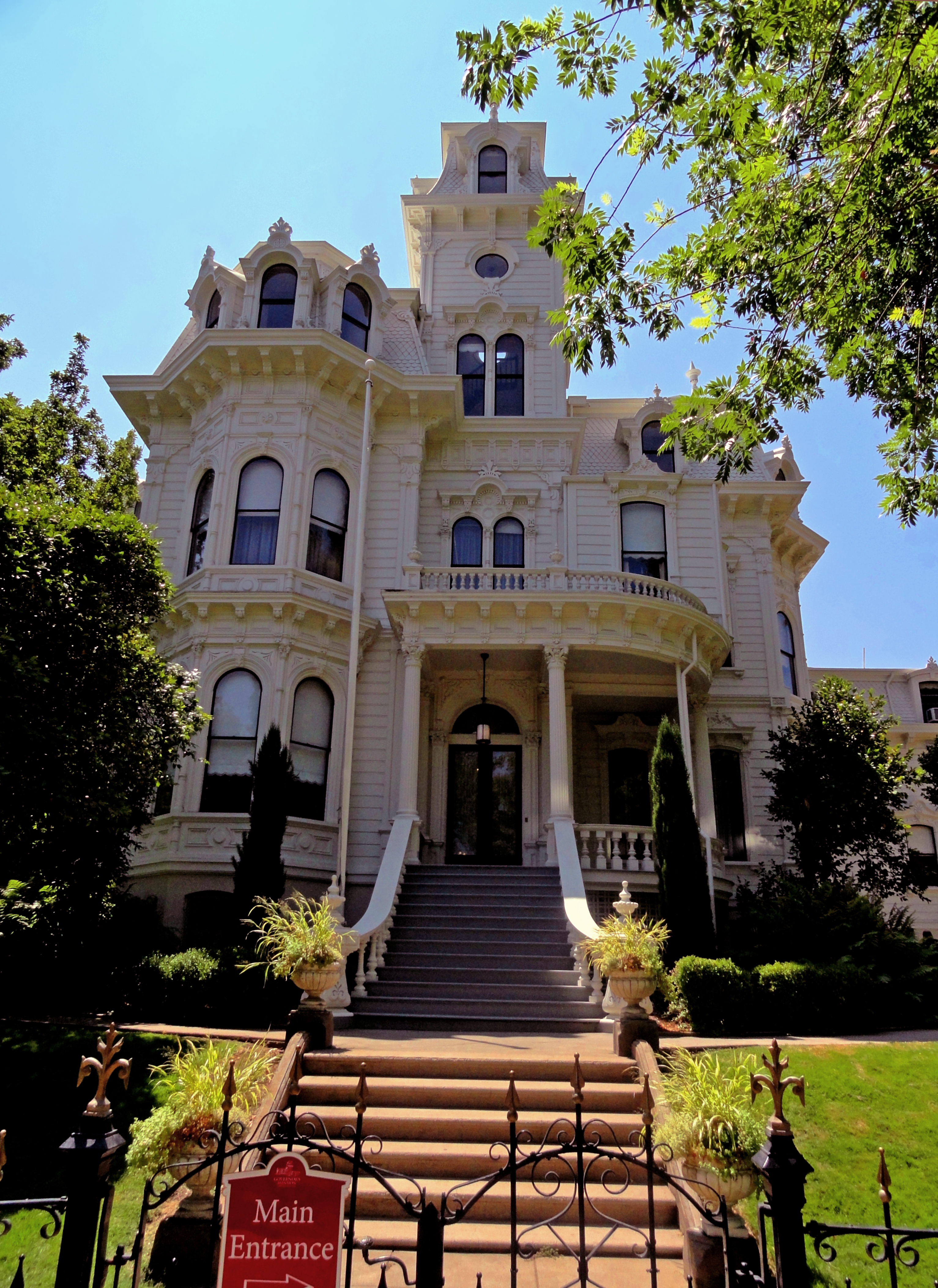
California Governor's Mansion, la résidence officielle du gouverneur à Sacramento. Jerry Brown n'habite pas le logement de fonction, entouré d'un parc d'État ouvert au public.

Le gouverneur est élu en même temps que le lieutenant-gouverneur lors de deux élections distinctes au scrutin uninominal majoritaire à un tour pour un mandat de quatre ans renouvelable une seule fois. La limite de deux mandats est en place depuis le 6 novembre 1990. Les gouverneurs entrent en fonction le premier lundi après le 1er janvier qui suit leur élection.

### Renvoi du gouverneur
Il y a deux méthodes qui peuvent entrainer le départ du gouverneur avant l'expiration de son mandat.

#### Impeachment et renvoi par la législature
Une procédure d'impeachment peut être lancée contre le gouverneur pour « mauvaise conduite alors qu'il est en fonction » par l'Assemblée et renvoyé par un vote aux deux tiers du Sénat.

#### Révocation par les votants
La Californie permet à la population de déclencher un référendum révocatoire à l'encontre de son gouverneur à la condition de réunir en l'espace de 160 jours les signatures d'un minimum de 12 % du total des voix lors des élections précédente, avec au minimum 1 % de ce même total dans au moins cinq des cinquante huit comtés de l'État de Californie,. La majorité absolue des suffrages exprimés en faveur de la révocation est requise lors du référendum, sans majorité qualifiée ni quorum de participation. Une élection gouvernorale révocatoire est alors organisée le même jour. Les votants peuvent voter pour ou contre la destitution du gouverneur en fonction, et lors du même vote, ils peuvent voter pour un potentiel remplacement. Si une majorité d'électeurs votent pour la destitution du gouverneur, alors la personne qui obtient le plus de voix devient gouverneur.
Depuis Ronald Reagan, tous les gouverneurs ont fait l'objet de tentatives de rappel, mais Gray Davis est le premier dont les opposants ont réussi à réunir suffisamment de signatures pour obtenir l'organisation d'un référendum révocatoire (recall). L'élection de 2003 commence ainsi par une pétition qui force la démission du gouverneur démocrate Gray Davis lors d'une élection de rappel. Elle est la première qui oblige un gouverneur à la démission dans l'histoire de la Californie. Il devient, par la même occasion, le second gouverneur de l'histoire des États-Unis à être rappelé. Il est remplacé par le républicain Arnold Schwarzenegger.

## Rapport avec le lieutenant-gouverneur

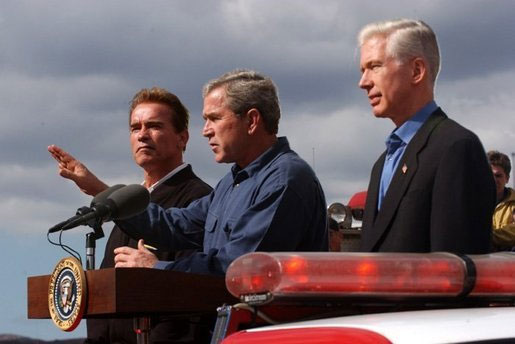
Le gouverneur Arnold Schwarzenegger (à gauche) et l'ancien gouverneur Gray Davis (à droite) en compagnie du président George W. Bush, en 2003.

Le lieutenant-gouverneur de Californie est élu lors de la même élection, mais pas en tant que colistier. Il arrive que le gouverneur et le lieutenant-gouverneur ne soient pas du même parti. Ceci peut avoir occasionnellement de l'importance puisque la constitution de Californie explicite que les pouvoirs du gouverneur reviennent au lieutenant-gouverneur lorsque le gouverneur ne se trouve plus dans l'État de Californie, ainsi le lieutenant-gouverneur peut donc signer, apposer son veto sur des lois, ou nommer des personnes dès que le gouverneur quitte l'État. Le lieutenant-gouverneur est aussi le président du Sénat de l'État de Californie.
En pratique, un gentlemen's agreement existe selon lequel le lieutenant-gouverneur, en l'absence du gouverneur, ne va pas accomplir plus de tâches que nécessaire, ne va pas abuser de ses pouvoirs, tant que le gouverneur est loin de l'État. Cet accord a été violé lorsque Michael Curb était en fonction de lieutenant-gouverneur, entre 1979 et 1983, puisqu'il a signé plusieurs décrets exécutifs en désaccord avec l'administration Brown alors que le gouverneur Jerry Brown était hors de l'État. Les décisions de justice ont soutenu le droit que le lieutenant-gouverneur a d'exécuter les devoirs et qu'il assume toutes les prérogatives de gouverneur lorsqu'il est en dehors de l'État.